# Olympische Winterspiele 1998
| Medaillenspiegel               | Medaillenspiegel   | Medaillenspiegel | Medaillenspiegel | Medaillenspiegel | Medaillenspiegel |
| Platz                          | Land               | G                | S                | B                | Ges.             |
| ------------------------------ | ------------------ | ---------------- | ---------------- | ---------------- | ---------------- |
| 1                              | Deutschland        | 12               | 9                | 8                | 29               |
| 2                              | Norwegen           | 10               | 10               | 5                | 25               |
| 3                              | Russland           | 9                | 6                | 3                | 18               |
| 4                              | Kanada             | 6                | 5                | 4                | 15               |
| 5                              | Vereinigte Staaten | 6                | 3                | 4                | 13               |
| 6                              | Niederlande        | 5                | 4                | 2                | 11               |
| 7                              | Japan              | 5                | 1                | 4                | 10               |
| 8                              | Österreich         | 3                | 5                | 9                | 17               |
| 9                              | Südkorea           | 3                | 1                | 2                | 6                |
| 10                             | Italien            | 2                | 6                | 2                | 10               |
| …                              | …                  | …                | …                | …                |                  |
| 12                             | Schweiz            | 2                | 2                | 3                | 7                |
| Vollständiger Medaillenspiegel |                    |                  |                  |                  |                  |

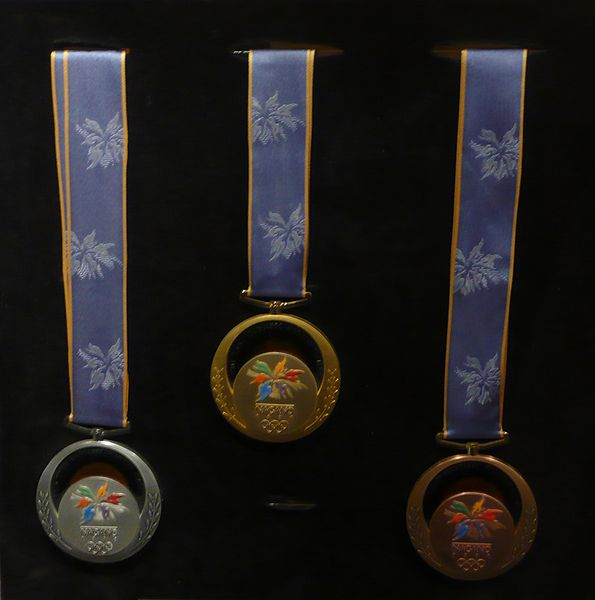
Olympiamedaillen

Deutsche Briefmarke von 1998

Die Olympischen Winterspiele 1998 (auch XVIII. Olympische Winterspiele genannt) wurden in der japanischen Stadt Nagano ausgetragen. Andere Kandidatenstädte waren Aosta (Italien), Jaca (Spanien), Östersund (Schweden) und Salt Lake City (USA). Nagano wurde am 15. Juni 1991 im fünften Wahlgang zum Ausrichter gewählt.

## Gastgeberstadt
Nagano ist der bislang am weitesten südlich gelegene Austragungsort der Olympischen Winterspiele. Andere Bewerberstädte für die Olympischen Spiele 1998 waren Aosta in Italien, Jaca in Spanien, Östersund in Schweden und Salt Lake City (USA).
Die Gastgeberstadtwahl fand in Birmingham, Vereinigtes Königreich, am 15. Juni 1991 statt. Dies war die 97. IOC-Session. Nagano siegte nur mit vier Stimmen Vorsprung auf Salt Lake City. Hauptgrund für dieses Ergebnis war der „Atlanta-Faktor“, da die Olympischen Sommerspiele 1996 schon auf amerikanischen Boden, in Atlanta, geplant waren.

### Wahlergebnisse
| Olympische Winterspiele 1998 Wahlergebnisse | Olympische Winterspiele 1998 Wahlergebnisse | Olympische Winterspiele 1998 Wahlergebnisse | Olympische Winterspiele 1998 Wahlergebnisse | Olympische Winterspiele 1998 Wahlergebnisse | Olympische Winterspiele 1998 Wahlergebnisse | Olympische Winterspiele 1998 Wahlergebnisse |
| ------------------------------------------- | ------------------------------------------- | ------------------------------------------- | ------------------------------------------- | ------------------------------------------- | ------------------------------------------- | ------------------------------------------- |
| Stadt                                       | Land                                        | Runde 1                                     | Runde 2                                     | Runde 3                                     | Runde 4                                     | Runde 5                                     |
| Nagano                                      | Japan                                       | 21                                          | –                                           | 30                                          | 36                                          | 46                                          |
| Salt Lake City                              | Vereinigte Staaten                          | 15                                          | 59                                          | 27                                          | 29                                          | 42                                          |
| Östersund                                   | Schweden                                    | 18                                          | –                                           | 25                                          | 23                                          | -                                           |
| Jaca                                        | Spanien                                     | 19                                          | –                                           | 5                                           | –                                           | -                                           |
| Aosta                                       | Italien                                     | 15                                          | 29                                          | –                                           | –                                           | -                                           |

Die Runde 2 war eine Stichentscheidung zwischen den beiden Bewerbern mit den wenigsten Stimmen (15).

### Vergabepolitik
Maßgeblichen Anteil an der erfolgreichen Bewerbung Naganos hatte der Unternehmer Yoshiaki Tsutsumi, der bereits bei der Vergabe der Alpinen Skiweltmeisterschaften 1993 eine wichtige Rolle gespielt hatte. Tsutsumi war zwischen 1989 und März 1990 Vorsitzender des Japanischen Olympischen Komitees und von 1997 bis zu seinem Rücktritt 2004 Ehrenpräsident. Unter anderem stiftete er 20 Millionen Dollar für den Bau des olympischen Museums in Lausanne, einem Projekt des damaligen IOC-Präsidenten Juan Antonio Samaranch. Nicht zuletzt deshalb wurden auch Korruptionsvorwürfe gegen das Internationale Olympische Komitee (IOC) um die Vergabe der Spiele laut. Zudem wurde kritisiert, dass Tsutsumi als Unternehmer in der Hotel- und Freizeitbranche mit Immobilienbesitz in der Region nicht nur der größte Förderer, sondern zugleich der größte Profiteur der Olympischen Spiele in Nagano sei. Im Zusammenhang mit den Infrastrukturmaßnahmen während der Vorbereitungen wurde 1997 der Nagano-Shinkansen, der Hochgeschwindigkeitszug zwischen Takasaki und Nagano, eingeweiht, der die Region zusammen mit dem Jōetsu-Shinkansen an die Metropole Tokio anbindet.

### Bauten
Unter anderem wurden die beiden Eishockey-Stadien Nagano-shi Wakasato Tamokuteki Sports Arena („Big Hat“) und Nagano Undōkōen Sōgō Undōjō Sōgō Shimin Pool („Aqua Wing“) gebaut. Die Eröffnungs- wie die Abschlussfeier fand im Olympiastadion Nagano statt.

## Maskottchen
Die offiziellen Maskottchen der Spiele waren die Snowlets, vier Eulen mit den Namen Sukki, Nokki, Lekki and Tsukki. Der Entwurf der Maskottchen stammte aus der Agentur Landor Associates, die Eulen sollten Weisheit sowie die Verbundenheit zur Natur und zu den historischen griechischen Olympischen Spielen symbolisieren.

## Wettkampfprogramm
Es wurden 68 Wettbewerbe (37 für Männer, 29 für Frauen und 2 Mixed-Wettbewerbe) in 7 Sportarten/14 Disziplinen ausgetragen. Das waren 7 Wettbewerbe, 1 Sportart und 2 Disziplinen mehr als in Lillehammer 1994. Nachfolgend die Änderungen im Detail:
- Curling wurde als Mannschaftssport für Männer und Frauen ins olympische Programm aufgenommen, nachdem es mehrere Male Demonstrationssportart und 1924 bereits einmal olympisch war.
- Im Eishockey kam das Frauenturnier hinzu.
- In der Nordischen Kombination wird beim Mannschaftswettbewerb aus der 3 × 10-km-Staffel eine 4 × 5-km-Staffel
- Snowboard wurde mit Halfpipe und Riesenslalom sowohl für Männer und für Frauen Teil des olympischen Programms.

### Olympische Sportarten/Disziplinen
- Biathlon Gesamt (6) = Männer (3)/Frauen (3)
- Bob Gesamt (2) = Männer (2)
- Curling Gesamt (2) = Männer (1)/Frauen (1)
- Eishockey Gesamt (2) = Männer (1)/Frauen (1)
- Eislauf
  -  Eiskunstlauf Gesamt (4) = Männer (1)/Frauen (1)/Mixed (2)
  -  Eisschnelllauf Gesamt (10) = Männer (5)/Frauen (5)
  -  Shorttrack Gesamt (6) = Männer (3)/Frauen (3)
- Rennrodeln Gesamt (3) = Männer (2)/Frauen (1)
- Skisport
  -  Freestyle-Skiing Gesamt (4) = Männer (2)/Frauen (2)
  -  Ski Alpin Gesamt (10) = Männer (5)/Frauen (5)
  - Ski Nordisch
    -  Nordische Kombination Gesamt (2) = Männer (2)
    -  Skilanglauf Gesamt (10) = Männer (5)/Frauen (5)
    -  Skispringen Gesamt (3) = Männer (3)

  -  Snowboard Gesamt (4) = Männer (2)/Frauen (2)

Anzahl der Wettkämpfe in Klammern

### Zeitplan
| Zeitplan        | Zeitplan         | Zeitplan              | Zeitplan | Zeitplan | Zeitplan | Zeitplan | Zeitplan | Zeitplan | Zeitplan | Zeitplan | Zeitplan | Zeitplan | Zeitplan | Zeitplan | Zeitplan | Zeitplan | Zeitplan | Zeitplan | Zeitplan           |
| Disziplin       | Disziplin        | Disziplin             | Sa. 7.   | So. 8.   | Mo. 9.   | Di. 10.  | Mi. 11.  | Do. 12.  | Fr. 13.  | Sa. 14.  | So. 15.  | Mo. 16.  | Di. 17.  | Mi. 18.  | Do. 19.  | Fr. 20.  | Sa. 21.  | So. 22.  | Ent- schei- dungen |
| Disziplin       | Disziplin        | Disziplin             | Februar  | Februar  | Februar  | Februar  | Februar  | Februar  | Februar  | Februar  | Februar  | Februar  | Februar  | Februar  | Februar  | Februar  | Februar  | Februar  | Ent- schei- dungen |
| --------------- | ---------------- | --------------------- | -------- | -------- | -------- | -------- | -------- | -------- | -------- | -------- | -------- | -------- | -------- | -------- | -------- | -------- | -------- | -------- | ------------------ |
| Eröffnungsfeier |                  |                       |          |          |          |          |          |          |          |          |          |          |          |          |          |          |          |          |                    |
| Biathlon        | Biathlon         | Biathlon              |          |          | 1        |          | 1        |          |          |          | 1        |          |          | 1        | 1        |          | 1        |          | 6                  |
| Bob             | Bob              | Bob                   |          |          |          |          |          |          |          |          | 1        |          |          |          |          |          | 1        |          | 2                  |
| Curling         | Curling          | Curling               |          |          |          |          |          |          |          |          | 2        |          |          |          |          |          |          |          | 2                  |
| Eishockey       | Eishockey        | Eishockey             |          |          |          |          |          |          |          |          |          |          | 1        |          |          |          |          | 1        | 2                  |
| Eislauf         | Eiskunstlauf     | Eiskunstlauf          |          |          |          | 1        |          |          |          | 1        |          | 1        |          |          |          | 1        |          |          | 4                  |
| Eislauf         | Eisschnelllauf   | Eisschnelllauf        |          | 1        |          | 1        | 1        | 1        |          | 1        | 1        | 1        | 1        |          | 1        | 1        |          |          | 10                 |
| Eislauf         | Shorttrack       | Shorttrack            |          |          |          |          |          |          |          |          |          |          | 2        |          | 1        |          | 3        |          | 6                  |
| Rennrodeln      | Rennrodeln       | Rennrodeln            |          |          | 1        |          | 1        |          | 1        |          |          |          |          |          |          |          |          |          | 3                  |
| Skisport        | Freestyle-Skiing | Freestyle-Skiing      |          |          |          |          | 2        |          |          |          |          |          |          | 2        |          |          |          |          | 4                  |
| Skisport        | Ski Alpin        | Ski Alpin             |          |          |          |          | 1        |          | 2        |          |          | 2        | 1        |          | 2        | 1        | 1        |          | 10                 |
| Skisport        | Ski Nordisch     | Nordische Kombination |          |          |          |          |          |          |          | 1        |          |          |          |          |          | 1        |          |          | 2                  |
| Skisport        | Ski Nordisch     | Skilanglauf           |          | 1        | 1        | 1        |          | 2        |          | 1        |          | 1        |          | 1        |          | 1        |          | 1        | 10                 |
| Skisport        | Ski Nordisch     | Skispringen           |          |          |          |          | 1        |          |          |          | 1        |          | 1        |          |          |          |          |          | 3                  |
| Skisport        | Snowboard        | Snowboard             |          | 1        |          | 2        |          | 1        |          |          |          |          |          |          |          |          |          |          | 4                  |
| Schlussfeier    |                  |                       |          |          |          |          |          |          |          |          |          |          |          |          |          |          |          |          |                    |
| Entscheidungen  | Entscheidungen   | Entscheidungen        |          | 3        | 3        | 5        | 7        | 4        | 3        | 4        | 6        | 5        | 6        | 4        | 5        | 5        | 6        | 2        | 68                 |
|                 |                  |                       | Sa. 7.   | So. 8.   | Mo. 9.   | Di. 10.  | Mi. 11.  | Do. 12.  | Fr. 13.  | Sa. 14.  | So. 15.  | Mo. 16.  | Di. 17.  | Mi. 18.  | Do. 19.  | Fr. 20.  | Sa. 21.  | So. 22.  |                    |
| Februar         |                  |                       |          |          |          |          |          |          |          |          |          |          |          |          |          |          |          |          |                    |

Farblegende

## Wettbewerbe
- Bjørn Dæhlie gewann drei Goldmedaillen im Skilanglauf und wurde der erste Athlet bei den Winterspielen, der in seiner Karriere acht Goldmedaillen und zwölf Medaillen insgesamt erringen konnte.
- Die 15-jährige Tara Lipinski wurde durch ihren Titel im Eiskunstlauf die jüngste Gewinnerin eines Einzeltitels in der Geschichte der Winterspiele.
- Hermann Maier stürzte in der Abfahrt schwer und gewann anschließend Gold im Super-G und im Riesenslalom
- Gianni Romme und Marianne Timmer gewannen beide je zwei Goldmedaillen für die Niederlande – damit gehen fünf von zehn Titeln im Eisschnelllauf an die Niederlande.
- Der Snowboarder Ross Rebagliati gewann – nach einer ursprünglichen Disqualifikation wegen Marihuanamissbrauchs – die Goldmedaille.
- Sowohl Deborah Compagnoni (Riesenslalom) als auch Katja Seizinger (Abfahrt) gelangen als ersten alpinen Skiläuferinnen eine „Titelverteidigung“.
- Der Sieger der alpinen Herrenabfahrt Jean-Luc Crétier zählte zu jenen Goldmedaillengewinnern in der Geschichte des alpinen Skisports, denen in ihrer Karriere nie ein Weltcupsieg gelang.

## Teilnehmer
Für die Winterspiele von Nagano traten Sportler aus 72 Nationen an. Erstmals nahmen Aserbaidschan, Kenia, Mazedonien, Uruguay und Venezuela an Winterspielen teil.
| Europa (1453 aus 45 Nationen) | Europa (1453 aus 45 Nationen) | Europa (1453 aus 45 Nationen) |
| --- | --- | --- |
| - Andorra (3) - Armenien (7) - Aserbaidschan* (4) - Belarus (59) - Belgien (1) - Bosnien und Herzegowina (8) - Bulgarien (19) - Dänemark (12) - Deutschland (125) - Estland (20) - Finnland (85) - Frankreich (106) - Georgien (4) - Griechenland (13) - Großbritannien (34) | - Irland (6) - Island (7) - Israel (3) - Italien (112) - BR Jugoslawien* (6) - Kroatien (6) - Lettland (29) - Liechtenstein (8) - Litauen (7) - Luxemburg (1) - Mazedonien* (3) - Moldau (2) - Monaco (4) - Niederlande (22) - Norwegen (76) | - Österreich (96) - Polen (39) - Portugal (2) - Russland (122) - Rumänien (16) - Schweden (99) - Schweiz (69) - Slowakei (37) - Slowenien (34) - Spanien (12) - Tschechien (60) - Türkei (1) - Ungarn (17) - Ukraine (56) - Zypern (1) |
| Amerika (360 Athleten aus 12 Nationen) | | |
| - Amerikanische Jungferninseln (7) - Argentinien (2) - Bermuda (1) - Brasilien (1) | - Chile (3) - Jamaika (6) - Kanada (144) - Puerto Rico (6) | - Trinidad und Tobago (2) - Uruguay* (1) - Venezuela* (1) - Vereinigte Staaten (186) |
| Asien (333 Athleten aus 11 Nationen) | | |
| - China, Volksrepublik (55) - Chinesisch Taipeh (7) - Indien (1) - Iran (1) | - Japan (156) - Kasachstan (60) - Kirgisistan (1) - Korea, DVR (8) | - Korea, Republik (37) - Mongolei (3) - Usbekistan (4) |
| Ozeanien (31 Athleten aus 2 Nationen) | | |
| - Australien (23) | - Neuseeland (8) | |
| Afrika (3 Athleten aus 2 Nationen) | | |
| - Kenia* (1) | - Südafrika (2) | |
| (teilnehmende Athleten) *erstmalige Teilnahme an Winterspielen | | |

## Zeremonien

### Eröffnungsfeier
Offiziell eröffnet wurden die Spiele durch den japanischen Kaiser Akihito. Letzte Fackelträgerin war die japanische Eiskunstläuferin Midori Itō. Den olympischen Eid sprachen der nordische Kombinierer Kenji Ogiwara und der Eiskunstlauf-Kampfrichter Junko Hiramatsu aus Japan.

### Schlussfeier
Die olympische Flagge wurde von Tasuku Tsukada, dem Bürgermeister von Nagano, an Deedee Corradini, die Bürgermeisterin von Salt Lake City, übergeben.

## Dies und das
- Auf Grund der vielen bevorstehenden Straßensperren in der Olympiastadt und anderen Austragungsstädten mussten sich deren Einwohner Fahrgenehmigungen besorgen, um trotzdem solche gesperrten Straßen passieren zu dürfen. Die Bevölkerung war wenig erfreut, die Leute wollten sich nicht dazu überreden lassen, während der Spiele die öffentlichen Verkehrsmittel zu benutzen.[4]
- IOC-Präsident Samaranch eröffnete am 29. Januar das Hauptpressezentrum für Printmedien (für 2.800 Journalisten und Fotografen). Zwei japanische Zeitungen („Sankei“ und „Sankei Sports“) hatten unerlaubt in Wort und Bild von einer Probe der Eröffnungsfeier eine Reportage publiziert, worauf ihnen die Akkreditierung vorerst entzogen, dann aber zurückgegeben wurde. Allerdings durften sie nicht mit eigenen Journalisten von der Eröffnungsfeier berichten.
- Hinsichtlich der Snowboard-Premiere zahlte Boardhersteller „Burton“ ca. 167.000 US-$ an Goldprämie, insgesamt war in diesem Metier eine Goldmedaille bei 834.000 US-$ wert.[5]
- Wenngleich es die zweiten Olympischen Spiele in Japan waren, wurde die olympische Hymne erstmals auf Japanisch gesungen.
- Auf Grund der teuren Kartenpreise der Eishockeymatches (das Vorrundenmatch Österreichs gegen die Slowakei konnte mit Tickets von 1.200 bis 2.800 Schilling besucht werden) blieb die Anfrage österreichischer Fans unter 30 Personen.[6]
- Im vorläufigen Aufgebot der 132 deutschen Olympiateilnehmer war zum 21. Januar nur ein Herr des DSV enthalten: Slalomspezialist Alois Vogl,[7] letztlich durfte auch noch Markus Eberle nach Erfüllung der Normen (Rang 7 im Kitzbühel-Slalom) starten; das deutsche NOK hatte am 2. Februar ein Gnadengesuch für Stefan Krauß und Andreas Ertl, die diese Vorgaben (zweimal unter den besten 15 oder einmal in den Top 8) nicht erfüllt hatten, abgelehnt. (Rainer Mutschler kündigte an, sich von seinem Posten als Cheftrainer der Herren zum Saisonende zurückzuziehen und Alpinchef zu werden.)[8][9]
- Auch die Schweizer Herren bestritten eine Qualifikation – und kurioserweise war es (nach 1988 und 1992) erneut William Besse, der sich nicht qualifizieren konnte.[10]
- Während des Herrenslaloms am 21. Februar kam es zu einem kurzen Erdbeben der Stärke 5,0 laut Richterskala; es geschah gerade beim Lauf von Mario Reiter, der ausschied, aber dies nicht auf das Naturereignis zurückführte. Mulmiger war es eher den auf 30 m hohen Stahlgerüsttürmen sitzenden TV-Reportern zumute.[11]

## Finanzielles/TV und Medien
- Das IOC kassierte 550 Millionen US-$ für die TV-Rechte, wovon CBS für die US-Rechte 406 Millionen (andere Angaben lauten über 500 Millionen) bezahlte und 190 Stunden, absichtlich meist aus der Konserve, zeigte, wobei Sportarten ohne US-Medaillenchancen nahezu völlig ignoriert wurden. (1964 hatte ABC sich die US-Rechte für 600.000 US-$ gesichert.) Allerdings erlebte CBS mit nur 16,4 % statt der erhofften 19,5 % Einschaltquote aller US-Haushalte die niedrigste Marke seit 1968. Dies lag vor allem am vorzeitigen Scheitern des US-Eishockey-Teams, was auch nicht mehr durch den Quotenhit der Damen-Kür am 20. Februar hatte aufgebessert werden können. CBS musste seinen Werbepartnern „Wiedergutmachungs-Spots“ schenken. Zwar war der Profit von 40 Mio. US-$ (von einer Stunde gingen 19 Minuten für Werbung drauf, wovon 30 Sekunden 500.000 US-$ kosteten, nicht gefährdet), aber die erhoffte Imageverbesserung des Senders war ausgeblieben. Chefregisseur Rick Gentile war von der negativen Stimmung der Zuseher über die Berichterstattung seines Senders enttäuscht. Laut einer Umfrage hatten 86 % der Befragten kein Interesse an diesen Spielen, woran auch der Zeitunterschied (14 Stunden an der Ost- und 17 an der Westküste) Schuld war.[12][13]
- Der ORF hatte für sein Fernsehprogramm einen eigenen Satelliten gemietet und 200 Stunden Sendezeit geplant, in einer zehnminütigen Schleife waren von 6 bis 10 Uhr und um 12 Uhr die Zusammenfassungen der wichtigsten Ereignisse vorgesehen. Von 18 bis 19:25 Uhr war ein zwar aus Wien präsentiertes, aber in Nagano produziertes „Olympiastudio“ mit Hintergrundberichten, Analysen und Interviews mit Rückblicken auf den vergangenen Tag und Ausblicken auf die kommende Nacht eingerichtet. Im Radio sollten auf Ö3 von 5 bis 9 Uhr sogenannte „Olympiatelegramme“ und in der Nacht Liveberichte ausgestrahlt werden. Auch im Internet gab es ein „Nagano-Sportmagazin“. 50 Mitarbeiter waren unter der Leitung des Sportressorts, Gerhard Zimmer, eingesetzt.
- Eurosport übertrug von 1:30 bis 14:30 Uhr in einer Liveschiene alle Wettkämpfe live oder zeitversetzt, wobei Eishockey, Eiskunstlauf, Langlauf, Skispringen, Biathlon, Snowboard, Freestyle, Bob und Rodeln die Schwerpunkte waren. Das Eishockey-Top-Spiel des Tages stand von 22 bis 23:45 Uhr am Programm.
- ARD und ZDF berichteten wieder gemeinsam, wobei die Liveberichterstattung in der Regel um 1 Uhr begann und um 15 Uhr endete.[14]